# Tundra mszysto-porostowa

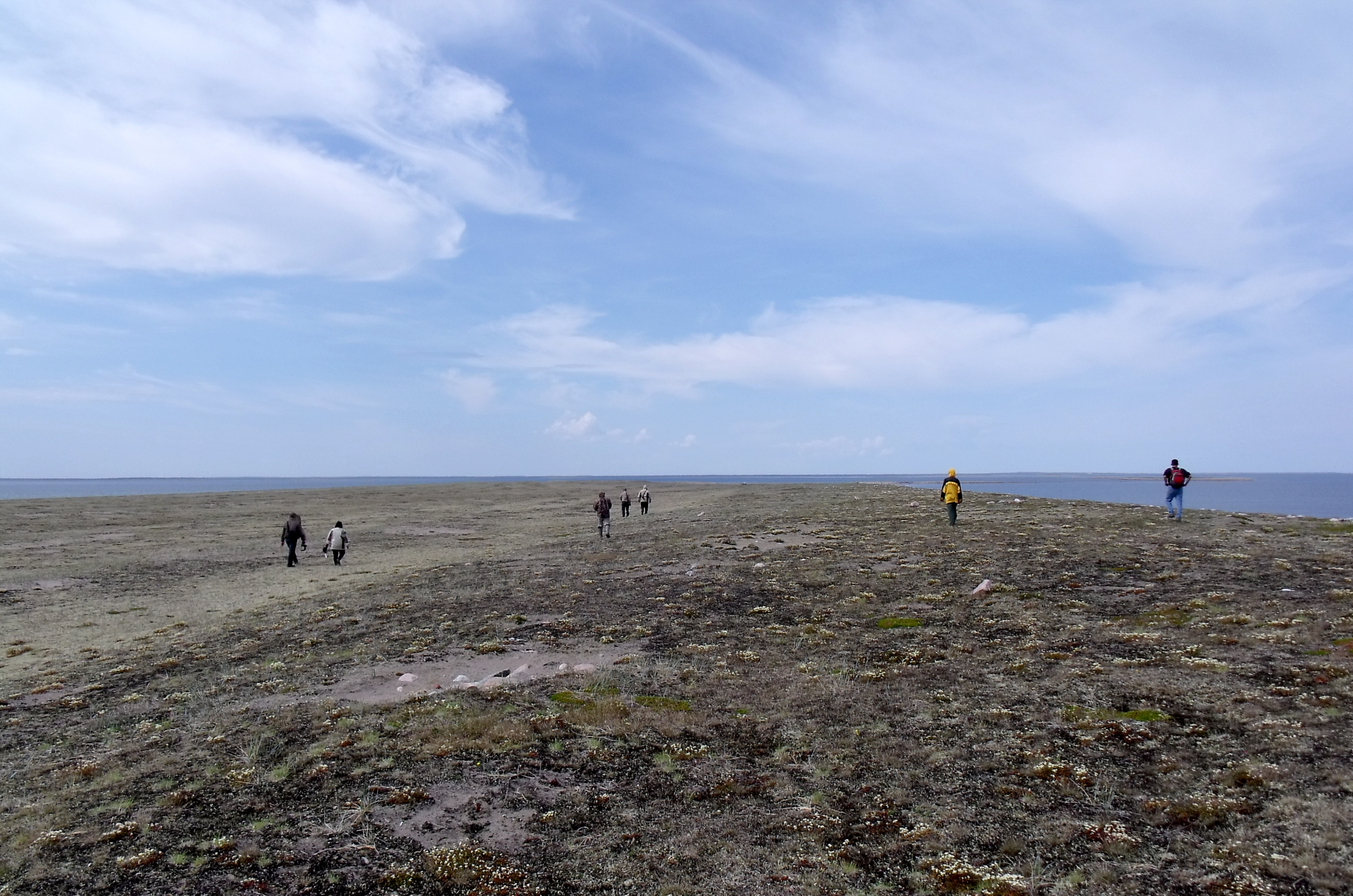
Tundra porostowa w Kanadzie

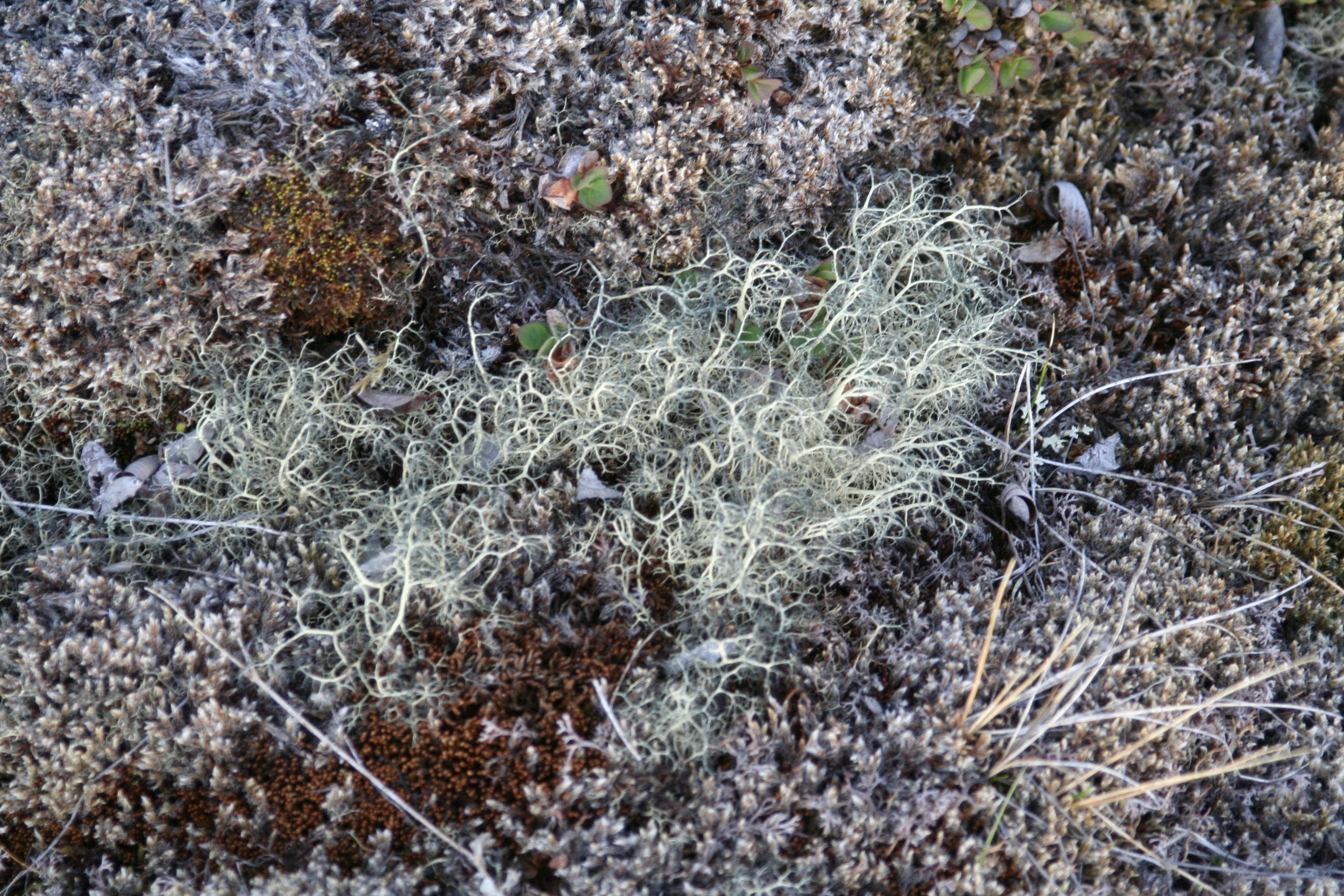
Tundra porostowa w Kanadzie

Tundra mszysto-porostowa – typ tundry, wykształcający się w północnej części strefy tundry właściwej i sąsiadujący z jeszcze dalej na północy występującymi pustyniami polarnymi. Formację tę tworzą zbiorowiska roślinności zdominowanej przez mchy w miejscach wilgotnych albo przez porosty w miejscach suchych, skalistych i piaszczystych. Skupienia porostów w obszarach pod wpływem klimatu oceanicznego zdominowane są przez chrobotki Cladonia, a w bardziej kontynentalnej tundrze środkowej Syberii przez żyłeczniki Alectoria, zwłaszcza przez żyłecznik halny Alectoria ochroleuca. W płatach roślinności mszystej w tundrze tej nie występują już torfowce Sphagnum. Kobierce mchów tworzą przedstawiciele głównie rodzajów próchniczek Aulacomnium, sierpowiec Drepanocladus, skalniczek Rhacomitrium i widłoząb Dicranum. Wśród mchów rosną takie gatunki roślin naczyniowych jak: malina moroszka Rubus chamaemorus, dębik ośmiopłatkowy Dryas octopetala, wiechlina arktyczna Poa arctica, rdest żyworodny Polygonum viviparum.